# 女弁護士水島由里子の危険な事件ファイル
『女弁護士水島由里子の危険な事件ファイル』（おんなべんごしみずしまゆりこのきけんなじけんファイル）は、1997年から1999年までフジテレビ系「金曜エンタテイメント」で放送されたテレビドラマシリーズ。全3回。主演は高島礼子。

## キャスト

### レギュラー
水島由里子
演 - 高島礼子
エムザ総合法律事務所の弁護士。
森吉高
演 - 今井雅之
神奈川県警の刑事。殉職した森吉美の双子の弟。
室伏
演 - 遠山俊也
鑑識員。
柴崎雅彦
演 - 山田吾一
神奈川県警の刑事。
戸田
演 - 大和田伸也（第1作・第3作）
捜査一課課長。
刑事
演 - 木下ほうか（第1作・第2作）
捜査一課刑事。

### ゲスト
第1作「私は殺される」（1997年）
- 森吉美（巡査） - 今井雅之（二役）
- 須藤康夫（須藤貿易 社長） - 亀石征一郎
- 刑事 - 斉藤暁
- 神坂大介（須藤貿易 常務） - 神太郎
- 高井彰夫（由里子の後輩） - 沢井小次郎
- 小野寺（由里子の後輩） - 濱田万葉
- 財前光義（エムザ総合法律事務所のボス） - 岸部一徳
- 公安刑事 - 宮坂ひろし、中山俊、窪園純一
- 重田治雄（最高検察庁 公安部検事） - 本田博太郎
- 室井（巡査部長） - 古尾谷雅人
- 和田圭市、島ひろ子、吉見純磨

第2作「首つり死体レイプ事件に秘められたトリック」（1998年）
- 木村（主婦） - 川俣しのぶ
- 監察医 - 丹波義隆
- 野々宮亮二（レイプ犯） - 伊東貴明
- 落合正（レイプ犯） - 長岡尚彦
- 裁判長 - 出光元
- 検事 - 中根徹
- レストランオーナー - 下坂亮介
- バーテン - 山田敦彦
- 入沢健次（愛子の元婚約者・故人） - 吉満涼太
- 警官 - 福田隆雄
- 金子和也（レイプ犯） - 俵広樹
- 村岡愛子（村岡の妻） - 久野真紀子
- エムザ総合法律事務所のボス - 本郷功次郎
- 村岡則夫（元検事・由里子の元恋人） - 渡辺いっけい
- 葛城ゆい

第3作「敵だらけの依頼人」（1999年）
- 柿原（エムザ総合法律事務所の所長） - 佐戸井けん太
- 佐藤明（「ピュアアートコーポレーション被害者の会」顧問弁護士・本名「加藤龍太」） - 宮本大誠
- 井上（刑事） - 小川岳男
- 牧村小夜子（エムザ総合法律事務所の弁護士） - 麻生真宮子
- 林政人（警備員） - 小野寺丈
- 柏木（郁子の秘書） - 工藤俊作
- 浜崎信也（詐欺被害者） - 橋本さとし
- 瀬川（東亜銀行 行員） - 千波丈太郎
- 山尾征慈（東亜銀行 行員） - 遠藤征慈
- 加藤郁子（「ピュアアートコーポレーション」社長） - 石田えり（幼少期：河辺千恵子）
- 森順子、奏谷ひろみ

## スタッフ
- 企画 - 西渕憲司（第1作・第2作）、清水賢治（第2作・第3作）、鈴木吉弘（第3作）
- プロデューサー - 中津留誠
- 原作・監修 - 中嶋博行「違法弁護」（講談社刊）
- 脚本 - 前川洋一（第1作）、香川まさひと（第2作）、安井国穂（第3作）
- 監督 - 瀧川治水
- 技斗 - 岡田勝（第1作）、佐々木修平（第2作）
- 演出補 - 市野龍一（第1作）、守屋篤（第1作・第3作）、早坂泰彦（第1作・第2作）、丸置並太郎（第2作）、十文字浩二（第2作）、鳥山幸人（第3作）、草野昌美（第3作）
- 技術協力 - バル・エンタープライズ
- 美術協力 - ジャパン・アート・メディア（第1作）、湘南ステージクラフト（第1作）、アックス（第2作）、舞クリエーション（第3作）
- 編集・MA - ザ・チューブ
- 選曲・音響効果 - メディアハウス
- エンディングテーマ曲
  - 鈴木建吾「パズル」（第1作）
  - 工藤静香「雪・月・花」（第2作）
  - 小池映「myself〜蘇生〜」（第3作）
- スタジオ - 緑山スタジオ・シティ（第2作）
- 制作 - フジテレビ、オフィス・トゥー・ワン

## 放送日程
| 話数 | 放送日        | サブタイトル                             | 脚本         | 監督     |
| ---- | ------------- | ---------------------------------------- | ------------ | -------- |
| 1    | 1997年5月23日 | 私は殺される                             | 前川洋一     | 瀧川治水 |
| 2    | 1998年5月15日 | 首つり死体レイプ事件に秘められたトリック | 香川まさひと | 瀧川治水 |
| 3    | 1999年9月03日 | 敵だらけの依頼人                         | 安井国穂     | 瀧川治水 |